# Инцидент в проливе Корфу
Инцидент в проливе Корфу — три инцидента с участием кораблей Королевского флота Великобритании, произошедшие в проливе Корфу в 1946 году. Эти события считаются одним из ранних эпизодов Холодной войны. Во время первого инцидента британские корабли попали под обстрел албанской береговой артиллерии. Во время второго инцидента британские корабли подорвались на минах. Третий инцидент произошёл в албанских территориальных водах во время боевого траления пролива Корфу британскими кораблями, на что Албания пожаловалась в ООН.
Эта серия инцидентов привела к судебному процессу по проливу Корфу: Великобритания возбудила дело против Народной Республики Албания в Международном суде ООН. Суд вынес решение, согласно которому Албания должна была выплатить Великобритании 844 000 фунтов стерлингов. Из-за этих инцидентов Великобритания прервала переговоры с Албанией по установлению дипломатических отношений между двумя странами. Дипломатические отношения между ними были установлены в 1991 году.

## История

### Первый инцидент
Первый инцидент произошёл 15 мая 1946 года, когда британские лёгкие крейсера HMS Orion и HMS Superb, шедшие проливом Корфу после предварительного обследования вод, попали под огонь батарей, расположенных на албанском побережье на расстоянии 180 м от них. Несмотря на то, что обошлось без жертв и повреждений, Великобритания официально потребовала у правительства Албании «немедленных и публичных извинений». Извинения не были даны и албанское правительство в свою очередь заявило, что британские корабли вторглись в албанские территориальные воды.

### Второй инцидент
22 октября 1946 года произошёл более серьёзный инцидент. Британская флотилия, состоявшая из лёгких крейсеров HMS Mauritius и HMS Leander, а также эсминцев HMS Saumarez и HMS Volage, получила приказ двигаться на север через пролив Корфу с целью определить реакцию Албании на использование британскими кораблями права мирного прохода. На случай нападения было отдано распоряжение открыть ответный огонь.
Корабли двигались вблизи албанского побережья по водам, считавшимися свободными от мин. Крейсер HMS Mauritius возглавлял отряд, за ним следовал эсминец HMS Saumarez. HMS Leander в сопровождении HMS Volage шёл позади на расстоянии порядка трёх километров. В 14:53 находившийся вблизи залива Саранда Saumarez подорвался на мине, получив сильные повреждения. Взрыв произошёл по правому борту, образовав пробоину приблизительно в «тридцать футов … от киля до уровня ниже капитанского мостика». Saumarez потерял ход и начал дрейфовать, загорелось разлитое топливо, пожар охватил носовую оконечность. Эсминец через пробоину принял много воды, получил дифферент на нос и в результате носовая оконечность скрылась под водой. Эсминцу HMS Volage было приказано отбуксировать HMS Saumarez на юг в гавань Корфу. В 15:30 после одной неудачной попытки (буксирный трос оборвался) HMS Volage всё же сумел взять повреждённый HMS Saumarez на буксир.
Примерно в 16:16 в ходе буксировки HMS Volage также подорвался на мине и получил серьёзные повреждения. «За доли секунды сорок футов эсминца от носовой оконечности до орудийной башни 'A', исчезли. Взрыв разрушил палубы, кладовые, малярную кладовую, цепной ящик с бухтами якорной цепи, а сами якоря буквально исчезли в воздухе». Куски носовой оконечности выбросило в воздух, на корабль падали обломки весом до полутонны. Неблагоприятные погодные условия в проливе чрезвычайно усложнили буксировку кораблей, которая из-за полученных ими повреждений осуществлялась кормой вперёд. Только спустя 12 часов оба эсминца удалось привести в гавань Корфу.
Жертвами инцидента стали 44 человека и ещё 42 получили ранения. Непосредственно после взрыва погибли 38 человек, ещё шесть умерли от ран в период с 23 октября по 4 ноября. 36 погибших служили на эсминце HMS Saumarez, остальные восемь — на эсминце HMS Volage. Трое членов экипажей кораблей были награждены медалью Британской империи за мужество и выдающийся героизм, проявленные при тушении пожаров и при аварийно-спасательных работах. HMS Saumarez был признан не подлежащим восстановлению, повреждения HMS Volage можно было устранить. Во время этого инцидента албанские береговые батареи не открывали огонь. Корабль ВМС Албании наблюдал за происходящим, подняв национальный и белый флаги. Корабль приблизился к британским кораблям, желая выяснить цель их нахождения в этих водах. Албания в то время не имела кораблей, способных ставить мины, и они, вероятно, были выставлены по просьбе Албании югославскими минными заградителями «Млет» и «Мельине» около 20 октября 1946 года.
Британский министр пенсий Уилфред Пейлинг выделил полные военные пенсии инвалидам и вдовам погибших.
В 2014 году морской археолог Джеймс П. Дельгадо так прокомментировал инцидент:
Узость пролива Корфу и скалистые отмели к северу от острова фактически вытолкнули корабли к краю морской границы Албании, иногда за линию, иногда в миле от берега. Принимая во внимание албанскую оборону, напряжённость, побуждаемую в большой степени их антизападным руководителем, и жажду британского правительства восстановить сильное морское влияние в регионе, столкновение было, пожалуй, неизбежно.
|           |             |               |
| HMS Orion | HMS Leander | HMS Mauritius |

### Третий инцидент
Третий и последний инцидент произошёл 12—13 ноября 1946 года, когда Королевский флот осуществил дополнительное траление пролива Корфу под кодовым названием «Розница» (англ. Operation Retail). Тральная операция в албанских территориальных водах проходила без разрешения со стороны правительства Албании, ею руководил союзный главнокомандующий Средиземноморья. Её дополнительной целью было использование мин в качестве вещественных доказательств факта, что англичане действовали в целях самообороны, пытаясь устранить опасность для судоходства.
Во время выполнения операции также присутствовал французский военно-морской офицер, который по приглашению Совета средиземноморской зоны (англ. Mediterranean Zone Board) выступал в качестве наблюдателя. Прикрытие обеспечивали авианосец HMS Ocean (капитан сэр Каспар Джон), крейсера и другие военные корабли. Были обнаружены и отделены от своих подводных якорей 22 контактные мины. Размещение мин было упорядоченным и являло собой именно минное поле, а не просто случайное скопление изолированных мин. Две выловленные мины были отправлены на Мальту для дальнейшего изучения.
Именно тогда выяснилось, что мины были немецкого происхождения, но на них не было ржавчины и морской растительности. Краска на них была свежей, и их минрепы недавно смазывались. Был сделан вывод о том, что минное поле поставили незадолго до инцидента с HMS Saumarez и HMS Volage. Анализ фрагментов мин из HMS Volage подтвердил их схожесть с отправленными на Мальту.
После третьего инцидента Албания по инициативе премьер-министра Энвера Ходжи направила телеграмму в ООН с жалобой на вторжение королевского флота в албанские прибрежные воды.
|                                                        |                                |                                                         |
| HMS Saumarez на буксире у HMS Volage после взрыва мины | HMS Volage, повреждённый миной | Одна из мин, отправленных на изучение (12 декабря 1946) |

## Последствия

### Судебный процесс
9 декабря 1946 года Великобритания направила ноту албанскому правительству с обвинением Албании в минировании пролива и требованиями компенсации за инциденты в мае и октябре. Британия потребовала ответа в течение 14 дней, отметив, что в случае отказа вопрос будет передан на рассмотрение Совету Безопасности ООН. Албанское правительство в своём ответе (получен англичанами 21 декабря 1946 года) отвергло британские обвинения и продолжило утверждать, что всё произошедшее было делом рук стран, не желавших нормализации отношений между Албанией и Великобританией. В частности, Албания отрицала свою причастность к минированию и обвиняла Грецию.
В январе 1947 года Соединённое Королевство пыталось привлечь к делу внимание Совета Безопасности ООН. Несмотря на возражение СССР, Совет Безопасности заслушал британскую жалобу. Комитет по установлению фактов, состоявший из польских, австралийских и колумбийских представителей, не сделал никаких выводов, хотя провёл десять заседаний. Вето СССР, поддержанное Польшей, заблокировало резолюцию, которая бы обвинила Албанию в косвенной ответственности за минное поле. 9 апреля 1947 года Совет Безопасности принял резолюцию (СССР и Польша воздержались), которая рекомендовала Соединённому Королевству и Албании разрешить спор в Международном суде. Эта рекомендация была дана в соответствии с пунктом 3 статьи 36 Устава ООН.
22 мая Британское правительство передало дело в Международный суд, это было первое дело в истории органа. Интересы Великобритании представлял Хартли Шоукросс, главный обвинитель от Великобритании на Нюрнбергском процессе; в свою очередь, Албанию представлял Пьер Жюль Кот, будущий депутат Национального собрания Франции. В декабре 1949 года суд назначил британцам компенсацию £ 843947. В решении значилось, что независимо от того, кто заложил мины, албанцы должны были знать о любых таких действиях, так как минное поле было достаточно близко к их побережью, и, таким образом, они не проинформировали британцев об опасности. Суд также отклонил довод Соединённого Королевства о самозащите и постановил, что операции по разминированию, проведённые англичанами во время «Операции розница», при отсутствии предварительного согласия албанской стороны, являются незаконными.
Албанское правительство отказалось возмещать ущерб по распоряжению суда, в ответ британская сторона конфисковала 1574 килограмма золота, принадлежавших Албании. Золото было вывезено из Албании странами Оси во время Второй мировой войны и хранилось в сейфах Банка Англии. В 1948 году оно было присуждено Албании по решению трёхсторонней комиссии США-Великобритания-Франция после того, как его получили союзники.
Энвер Ходжа в своих воспоминаниях о первой встрече с Иосифом Сталиным писал, что вся эта история была придумана англичанами как предлог для военного вторжения в город Саранда. Ходжа также назвал события «беспрецедентной провокацией по отношению к нашей стране».
|                                       |                          |                                       |
| Хартли Шоукросс выступает перед судом | Судьи, которые вели дело | Команда представителей Великобритании |

### После холодной войны
С окончанием холодной войны в Народной Социалистической Республике Албания произошёл ряд значительных политических перемен. Дипломатические отношения между двумя сторонами конфликта были установлены 29 мая 1991 года. Вскоре после этого, 8 мая 1992 года, Великобритания и Албания объявили, что они пришли к соглашению по делу о проливе Корфу. Только в 1996 году по итогам длительных переговоров золото, наконец, вернулось в Албанию после того, как она согласилась заплатить $ 2 млн репараций.
2 ноября 2009 года группа американских и албанских исследователей объявила, что они якобы нашли сегмент носа Volage в проливе Корфу на глубине примерно 50 метров. Посуда, обувь и боеприпасы, находящиеся рядом с обломками, являются ещё одним доказательством версии исследователей. В мае 2013 года специальный выпуск журнала Archaeology под названием «Кораблекрушения» в статье «Восстанавливая холодную войну неверно: Где был HMS Volage?» дал представление о новых открытиях. Директор албанского Центра морских исследований, Орон Таре, получил кадры видео инцидента из Национального архива Великобритании, где показан HMS Volage, проходящий очень близко к берегу. В свою очередь, Джеймс П. Дельгадо, директор центра морского наследия Национального управления океанических и атмосферных исследований, подтвердил своё утверждение, сделанное ранее в интервью Associated Press. Он говорил, что затонувшие обломки действительно принадлежали HMS Volage, так как обнаруженная электрическая проводка носовой секции соответствовала тому времени.